# マイケル・E・ナイト
マイケル・E・ナイト（Michael E. Knight、1959年5月7日 - ）は、アメリカ合衆国の俳優。

## 出演作品
- 天使とデート（ジム・サンダース）